# Giuseppe Rescifina Messina 2001-2002
La stagione 2001-2002 della Giuseppe Rescifina Messina è stata la sesta in cui ha preso parte alla massima serie nazionale del campionato italiano femminile di pallacanestro.
La società messinese è arrivata 11ª in Serie A1 e si è salvata ai play-out.

## Verdetti stagionali
Competizioni nazionali
- Serie A1:

stagione regolare: 11º posto su 14 squadre (10-16);
salvo ai play-out (2-0).

## Organigramma societario
Aggiornato al 31 dicembre 2001.
- Dirigente accompagnatore: Giuseppe Caudo

- Allenatore: Antonio Interdonato

## Rosa
| Giocatori |
| --------- |

| N° | Naz.                   | Ruolo | Sportivo           | Anno | Alt. |  |
| -- | ---------------------- | ----- | ------------------ | ---- | ---- |  |
|    | Stati Uniti (bandiera) | C     | Pollyanna Johns    | 1975 | 188  |  |
|    | Croazia (bandiera)     | C     | Žana Lelas         | 1970 | 188  |  |
|    | Italia (bandiera)      | GA    | Stefania Paterna   | 1980 | 180  |  |
|    | Stati Uniti (bandiera) | P     | Debbie Black       | 1966 | 160  |  |
|    | Italia (bandiera)      | P     | Valentina Petrassi | 1974 | 172  |  |
|    | Italia (bandiera)      | G     | Cristina Correnti  | 1972 | 178  |  |
|    | Italia (bandiera)      | C     | Stefania Maimone   | 1979 | 189  |  |
|    | Italia (bandiera)      | A     | Ester Pacchiano    | 1967 |      |  |
|    | Italia (bandiera)      | GA    | Katia Scionti      | 1975 | 180  |  |
|    | Italia (bandiera)      | G     | Gabriella Arigò    | 1982 | 170  |  |
|    | Italia (bandiera)      |       | Visentin           |      |      |  |
|    | Italia (bandiera)      |       | Carollo            |      |      |  |

## Statistiche
| Giocatrice | Gare | Punti | Minuti | Falli | Falli | Tiri da due | Tiri da due | Tiri da due | Tiri da tre | Tiri da tre | Tiri da tre | Tiri liberi | Tiri liberi | Tiri liberi | Rimbalzi | Rimbalzi | Palle | Palle | Assist | Val. |
| Giocatrice | Gare | Punti | Minuti | F     | S     | R           | T           | %           | R           | T           | %           | R           | T           | %           | O        | D        | P     | R     | Assist | Val. |
| ---------- | ---- | ----- | ------ | ----- | ----- | ----------- | ----------- | ----------- | ----------- | ----------- | ----------- | ----------- | ----------- | ----------- | -------- | -------- | ----- | ----- | ------ | ---- |
| Johns      | 28   | 477   | 1022   | 57    | 148   | 168         | 327         | 51,4        | 0           | 0           |             | 141         | 198         | 71,2        | 118      | 187      | 94    | 58    | 10     | 631  |
| Lelas      | 25   | 352   | 721    | 69    | 107   | 121         | 241         | 50,2        | 9           | 41          | 22,0        | 83          | 110         | 75,5        | 56       | 107      | 67    | 37    | 16     | 360  |
| Paterna    | 27   | 295   | 841    | 66    | 71    | 95          | 240         | 39,6        | 21          | 75          | 28,0        | 42          | 73          | 57,5        | 39       | 45       | 100   | 94    | 41     | 189  |
| black      | 28   | 293   | 1028   | 87    | 83    | 111         | 247         | 44,9        | 8           | 49          | 16,3        | 47          | 62          | 75,8        | 48       | 68       | 102   | 177   | 48     | 336  |
| Petrassi   | 28   | 212   | 703    | 81    | 38    | 35          | 85          | 41,2        | 40          | 137         | 29,2        | 22          | 33          | 66,7        | 12       | 17       | 64    | 52    | 28     | 56   |
| Correnti   | 18   | 170   | 499    | 42    | 23    | 23          | 54          | 42,6        | 35          | 97          | 36,1        | 19          | 26          | 73,1        | 4        | 40       | 53    | 17    | 10     | 69   |
| Maimone    | 19   | 43    | 231    | 35    | 9     | 18          | 40          | 45,0        | 0           | 1           | 0,0         | 7           | 18          | 38,9        | 17       | 23       | 18    | 7     | 1      | 13   |
| Pacchiano  | 17   | 42    | 187    | 33    | 6     | 8           | 23          | 34,8        | 7           | 27          | 25,9        | 5           | 8           | 62,5        | 1        | 9        | 22    | 1     | 1      | -33  |
| Scionti    | 27   | 20    | 317    | 55    | 10    | 8           | 34          | 23,5        | 0           | 0           |             | 4           | 13          | 30,8        | 14       | 22       | 21    | 22    | 2      | -21  |
| Arigò      | 2    | 17    | 23     | 0     | 2     | 1           | 3           | 33,3        | 5           | 7           | 71,4        | 0           | 0           |             | 0        | 5        | 3     | 0     | 0      | 17   |
| Carollo    | 1    | 0     | 25     | 2     | 3     | 0           | 0           | 0,0         | 0           | 0           |             | 0           | 0           |             | 1        | 4        | 0     | 2     | 0      | 2    |
| Visentin   | 2    | 0     | 3      | 1     | 0     | 0           | 1           | 0,0         | 0           | 1           | 0,0         | 0           | 0           |             | 0        | 0        | 0     | 0     | 0      | -3   |